# Фалискский язык
Фалискский язык — мёртвый язык из группы италийских языков. Носителями языка был древний народ фалиски. Является ближайшим родственником латинского языка, с которым сосуществовал как минимум до 150 г. до н. э.

## Корпус
В целом язык представлен 355 надписями, в основном короткими, относящимися к периоду VII–II вв. до н. э. Часть этих надписей выполнена древнеиталийскими алфавитами, справа налево, другая часть надписей выполнена алфавитом, похожим на латинский. Самая старая надпись — посвящение богине Церере на погребальной урне (около 600 г. до н. э.), обнаруженная в Фалериях, читается слева направо. Примерно 150 годом датируется самая поздняя из известных фалискских надписей.
Значительная часть надписей, состоящих в основном из личных имён, может быть отнесена скорее к этрусским, чем фалискским. В то же время, на Сардинии существовал город Ферония, который, возможно, был назван фалискскими переселенцами в честь своей богини. Конвей приводит посвящённую этой богине надпись, найденную в Санта-Мария-ли-Фаллери (Conway, ib. p. 335).

## Пример надписи
Одна из надписей написана вдоль круглого края изображения на патере. Подлинность надписи доказывается тем, что она была нанесена до покрытия предмета глазурью. Надпись гласит: «foied vino pipafo, cra carefo», лат. hodie vinum bibam, cras carebo, «сегодня вино пью, завтра его лишусь».

## Фонетические характеристики
Ниже перечислены некоторые фонетические характеристики фалискского языка:
1. сохранение медиального f — в латинском b;
2. замена инициального протоиндоевропейского gh на f (foied, ср. лат. hodie);
3. палатализация комбинации d+i в полугласный i- (foied, от fo-died);
4. утрата конечного s, по крайней мере перед некоторыми звуками (cra, ср. лат. cras);
5. сохранение лабиовелярных согласных, как и в латинском, по сравнению с другими италийскими языками (фал. cuando = лат. quando; сравн. умбрское pan(n)u);
6. ассимиляция ряда конечных согласных с начальным звуком следующего слова: «pretod de zenatuo sententiad»[3], ср. лат. «praetor de senatus sententia» (zenatuo = senatuos, архаический генитив).

Конвей также рассматривает связь между именами Falisci, Falerii с местным героем Галесом (напр. Овидий, Fasti, iv. 73) и полагает, что замена начального h была особенностью фалискского диалекта.

## Алфавит
Собственно фалискский алфавит использовался с VII или VI по II вв. до н. э., после чего был вытеснен латинским. Его отличительными особенностями являлись ↑-образная буква f (в отличие от латинской F и этрусской 𐌚), отсутствие буквы b и наличие z (по сравнению с латиницей этого периода), формы некоторых других букв, а также направление письма — преимущественно справа налево (как в этрусском).
| Изображение       | Изображение        | Буква | Транслитерация | МФА            | Примечания                                                         |
| Ранне- фалискский | Поздне- фалискский | Буква | Транслитерация | МФА            | Примечания                                                         |
| ----------------- | ------------------ | ----- | -------------- | -------------- | ------------------------------------------------------------------ |
|                   |                    | 𐌀     | a              | [a], [aː]      |                                                                    |
| —                 | ?                  | 𐌁     | b              | [b]            | Предположительно, обнаружена только в одной фалискской надписи     |
|                   |                    | 𐌂     | c              | [k]            | Диграф cu обозначает [kʷ] (аналогично qu в латинском)              |
|                   |                    | 𐌃     | d              | [d]            |                                                                    |
|                   |                    | 𐌄     | e              | [e], [eː]      |                                                                    |
|                   |                    | 𐌇     | h              | [h]            |                                                                    |
| —                 |                    | 𐌈     | θ              | [t]            | Появляется в нескольких надписях, вероятно, под этрусским влиянием |
|                   |                    | 𐌉     | i              | [i], [iː], [j] |                                                                    |
|                   |                    | 𐌊     | k              | [k], [ɡ]       | В некоторых позднефалискских надписях обозначает [ɡ]               |
|                   |                    | 𐌋     | l              | [l]            |                                                                    |
|                   |                    | 𐌌     | m              | [m]            |                                                                    |
|                   |                    | 𐌍     | n              | [n]            |                                                                    |
|                   |                    | 𐌏     | o              | [o], [oː]      |                                                                    |
|                   |                    | 𐌐     | p              | [p], [b]       |                                                                    |
|                   | —                  | 𐌒     | q              | [k], [ɡ]       | В некоторых раннефалискских надписях обозначает [ɡ]                |
|                   |                    | 𐌓     | r              | [r]            |                                                                    |
|                   |                    | 𐌔     | s              | [s]            |                                                                    |
|                   |                    | 𐌕     | t              | [t]            |                                                                    |
|                   |                    | 𐌖     | u              | [u], [uː], [w] |                                                                    |
|                   |                    | 𐌗     | x              | [ks]           |                                                                    |
|                   |                    | 𐌆     | z              | [s]            |                                                                    |
|                   |                    | 𐌚     | f              | [f]            |                                                                    |